# Campeonato Europeo de Gimnasia Artística de 1957
El II Campeonato Europeo de Gimnasia Artística se celebró en dos sedes distintas: el concurso masculino en París (Francia) y el concurso femenino en Bucarest (Rumanía) en el año 1957. El evento fue organizado por la Unión Europea de Gimnasia (UEG).

## Resultados

### Masculino
| Evento                 | Oro                                              | Plata                      | Bronce                              |
| ---------------------- | ------------------------------------------------ | -------------------------- | ----------------------------------- |
| Concurso completo ind. | Joaquín Blume · España ·                         | Yuri Titov Unión Soviética | Max Benker · Suiza ·                |
| Suelo                  | William Thoresson · Suecia ·                     | Nick Stuart Reino Unido    | Herbert Schmidt Alemania Occidental |
| Caballo con arcos      | Joaquín Blume · España ·                         | Max Benker · Suiza ·       | Ivan Čaklec Yugoslavia              |
| Anillas                | Joaquín Blume · España ·                         | Yuri Titov Unión Soviética | Kalevi Suoniemi · Finlandia ·       |
| Salto de potro         | Yuri Titov Unión Soviética                       | Rajmund Csányi · Hungría · | William Thoresson · Suecia ·        |
| Paralelas              | Joaquín Blume · España · Jack Günthard · Suiza · |                            | Max Benker · Suiza ·                |
| Barra fija             | Jack Günthard · Suiza ·                          | Joaquín Blume · España ·   | Yuri Titov Unión Soviética          |

### Femenino
| Evento                 | Oro                             | Plata                         | Bronce                        |
| ---------------------- | ------------------------------- | ----------------------------- | ----------------------------- |
| Concurso completo ind. | Larisa Latynina Unión Soviética | Elena Teodorescu · Rumania ·  | Sonia Iovan · Rumania ·       |
| Salto de potro         | Larisa Latynina Unión Soviética | Tamara Manina Unión Soviética | Sonia Iovan · Rumania ·       |
| Barras asimétricas     | Larisa Latynina Unión Soviética | Elena Teodorescu · Rumania ·  | Eva Bosáková Checoslovaquia   |
| Barra                  | Larisa Latynina Unión Soviética | Sonia Iovan · Rumania ·       | Tamara Manina Unión Soviética |
| Suelo                  | Larisa Latynina Unión Soviética | Elena Teodorescu · Rumania ·  | Eva Bosáková Checoslovaquia   |

## Medallero
| Núm. | País           | Oro | Plata | Bronce | Total |
| ---- | -------------- | --- | ----- | ------ | ----- |
| 1    | URSS           | 6   | 3     | 2      | 11    |
| 2    | España         | 4   | 1     | 0      | 5     |
| 3    | Suiza          | 2   | 1     | 2      | 5     |
| 4    | Suecia         | 1   | 0     | 1      | 2     |
| 5    | Rumania        | 0   | 4     | 2      | 6     |
| 6    | Hungría        | 0   | 1     | 0      | 1     |
| 6    | Reino Unido    | 0   | 1     | 0      | 1     |
| 8    | Checoslovaquia | 0   | 0     | 2      | 2     |
| 9    | RFA            | 0   | 0     | 1      | 1     |
| 9    | Finlandia      | 0   | 0     | 1      | 1     |
| 9    | Yugoslavia     | 0   | 0     | 1      | 1     |
|      | TOTAL          | 13  | 11    | 12     | 36    |